# Josefina Barceló Bird de Romero
Josefina Barceló Bird de Romero  (14 tháng 2 năm 1901 - 15 tháng 4 năm 1979) là một nhà lãnh đạo dân sự và chính trị gia người Puerto Rico, lãnh đạo Đảng Tự do Puerto Rico sau cái chết của cha bà Antonio Rafael Barceló năm 1938. Bà là một trong mười hai người phụ nữ được vinh danh với một tấm bảng trong "La Plaza en Honor a la Mujer Puertorriqueña" (Plaza in Honor of Puerto Rican Women), ở San Juan.

## Thơ ấu
Maria Antonia Josefina Barceló Bird được sinh ra ở Fajardo, Puerto Rico, con gái của luật sư và chính trị gia Antonio Rafael Barceló và Maria Georgina "Josefina" Bird Arias. Ông nội của bà, Jaime José Barceló Miralles, là một người nhập cư đến Puerto Rico từ Palma, Majorca; ông ngoại của cô, ông Jorge Bird León, là một nhà sản xuất đường. Josefina Barceló Bird đã hoàn thành chương trình giáo dục của mình tại trường Đại học Sacred Heart, một trường tu ở Kenwood, Albany, New York.

## Sự nghiệp
Sau khi phụ nữ Puerto Rico biết chữ đã giành được quyền bầu cử năm 1929, Josefina Barceló de Romero đã làm việc về các nỗ lực giáo dục cử tri phụ nữ bầu cho phụ nữ ở San Juan, và bà hoạt động trong tổ chức phụ nữ của Đảng Tự do. Trong số các trách nhiệm của bà là sắp xếp việc chăm sóc trẻ em, bữa ăn và phương tiện đi lại cho cử tri nữ mới. Bà gia nhập Ban chấp hành trung ương của đảng tự do năm 1936. Josefina Barceló Bird de Romero được bầu làm chủ tịch đảng Tự do sau khi cha bà qua đời năm 1938. Bà là người phụ nữ đầu tiên được bầu để lãnh đạo một đảng chính trị lớn ở Puerto Rico. Bà tiếp tục giữ các vị trí lãnh đạo trong đảng cho đến khi bà từ chức và đảng này giải tán vào năm 1948. Bà đã không chạy đua thành công cho một ghế Thượng viện lớn vào năm 1944.

## Cuộc sống cá nhân và di sản
Chim Josefina Barceló kết hôn với Antonio Romero Moreno vào năm 1918. Họ có ba đứa con (Gloria, Calixto, Carlos) và cũng đã nuôi cháu trai của Antonio. Con trai của bà Carlos Romero Barceló được bầu làm thị trưởng San Juan năm 1968 và sau đó giữ chức Thống đốc Puerto Rico; năm 2017, ông được bổ nhiệm thượng nghị sĩ bóng tối đại diện cho Puerto Rico tại Thượng viện Hoa Kỳ.
Josefina Barceló de Romero qua đời năm 1979, hưởng thọ 77 tuổi. Bà là một trong mười hai phụ nữ được vinh danh với một tấm bảng trong "Plaza en Honor a la Mujer Puertorriqueña" (Plaza in Honor of Puerto Rican Women) ở San Juan. Có một trường tiểu học công lập được đặt tên Josefina Barceló tại Bayamon, Puerto Rico.